# Egino IV. (Urach)

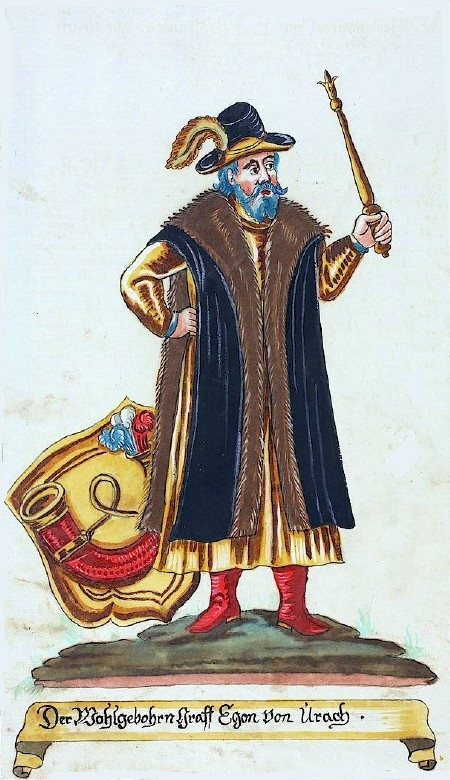
Egino IV. Graf von Urach, genannt „Der Bärtige“

Egino IV. (* um 1160 in Urach; † 12. Januar 1230 in Tennenbach), Graf von Urach, genannt „Der Bärtige“, erbte nach dem Aussterben der Zähringer deren rechtsrheinische Besitzungen.

## Leben
Egino IV. heiratete Agnes von Zähringen, die Tochter Herzog Bertolds IV. Mit dem Tod Bertolds V. am 18. Februar 1218 fiel das rechtsrheinische Hausgut der Zähringer im Breisgau, im Schwarzwald und auf der Baar an die Grafen von Urach. Doch Stauferkönig Friedrich II. versuchte mit dem Zähringer Erbe, Reichsgut wiederherzustellen und seine Hausmacht zu vergrößern. Er schmälerte die Uracher Erbansprüche, indem er die Reichslehen der Zähringer einzog. Neben Breisach, Neuenburg und Villingen fiel auch die Stammburg der Zähringer an das Reich zurück. „So wurde das Erbe vielfach zerstückelt, und darunter die Stadt Freiburg, als vorgebliches Reichslehen, von dem Kaiser an sich gezogen.“
Doch einig mit seinem Sohn Egino dem Jüngeren, Mitregent mit dem Titel „Herr der Veste Freiburg“, ließ Egino sich dies nicht gefallen. „Es kam zum Kampfe zwischen dem König und Egino, worin es sich namentlich auch um die Stadt Freiburg handelte. Doch kam es bald zum Vergleich, in Folge dessen der König dem Grafen die während des Krieges in’s Reichsgebiet ausgewanderten gräflichen Unterthanen zurückgibt.“ König Friedrich musste einlenken, weil er das Wohlwollen Konrads des Kardinalbischofs von Porto, des Bruders Eginos V., in seinen Querelen mit dem Papst benötigte. Der zähringische Herzogtitel fiel nicht an die Grafen von Urach. So nannte sich Egino V. nach dem Tode seines Vaters im Jahre 1230 Egino I., Graf von Freiburg.

## Ehe und Nachkommen

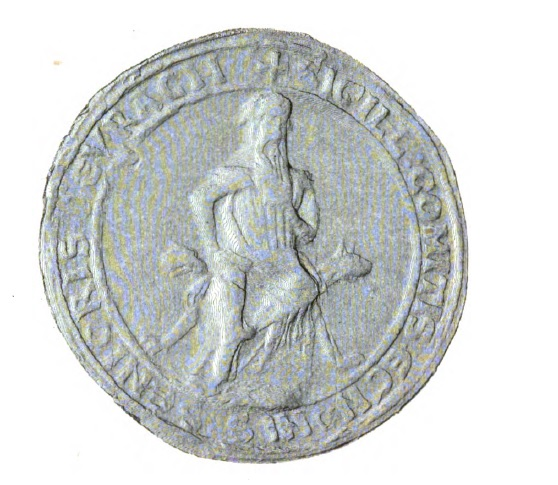
Siegel Siegel des Grafen Egon IV. von Urach

Aus der vor 1181 geschlossenen Ehe zwischen Egino IV. und Agnes gingen vier namentlich bekannte Söhne und drei Töchter hervor:
- Konrad (* um 1180; † 1227) – Kardinalbischof von Porto und päpstlicher Legat
- Egino V. von Urach = Egino I. (oder Egon) von Freiburg (* um 1185; † 1236/37) – erster Graf von Freiburg
- Jolanthe (* 1188; † 1218) ⚭ Ulrich III. Graf von Neuenburg zu Nidau († 1225)
- Rudolf (* 1205; † vor 1260) – Graf von Urach-Dettingen (zusammen mit Berthold Erbe der Uracher Stammgüter), ab 1254 Mönch in Bebenhausen
- Berthold von Urach (* 1207; † 1242) – von 1207 bis 1221 Abt von Tennenbach, von 1221 bis 1220 Abt von Lützel und Salem
- Agnes ⚭ Heinrich I. von Baden († 13. Januar 1231), Markgraf von Hachberg
- Heilwig (*?; † 1262) ⚭ Friedrich Graf von Pfirt-Altkirch (Comte de Ferrette)